# 쿠이비셰프 (노보시비르스크주)

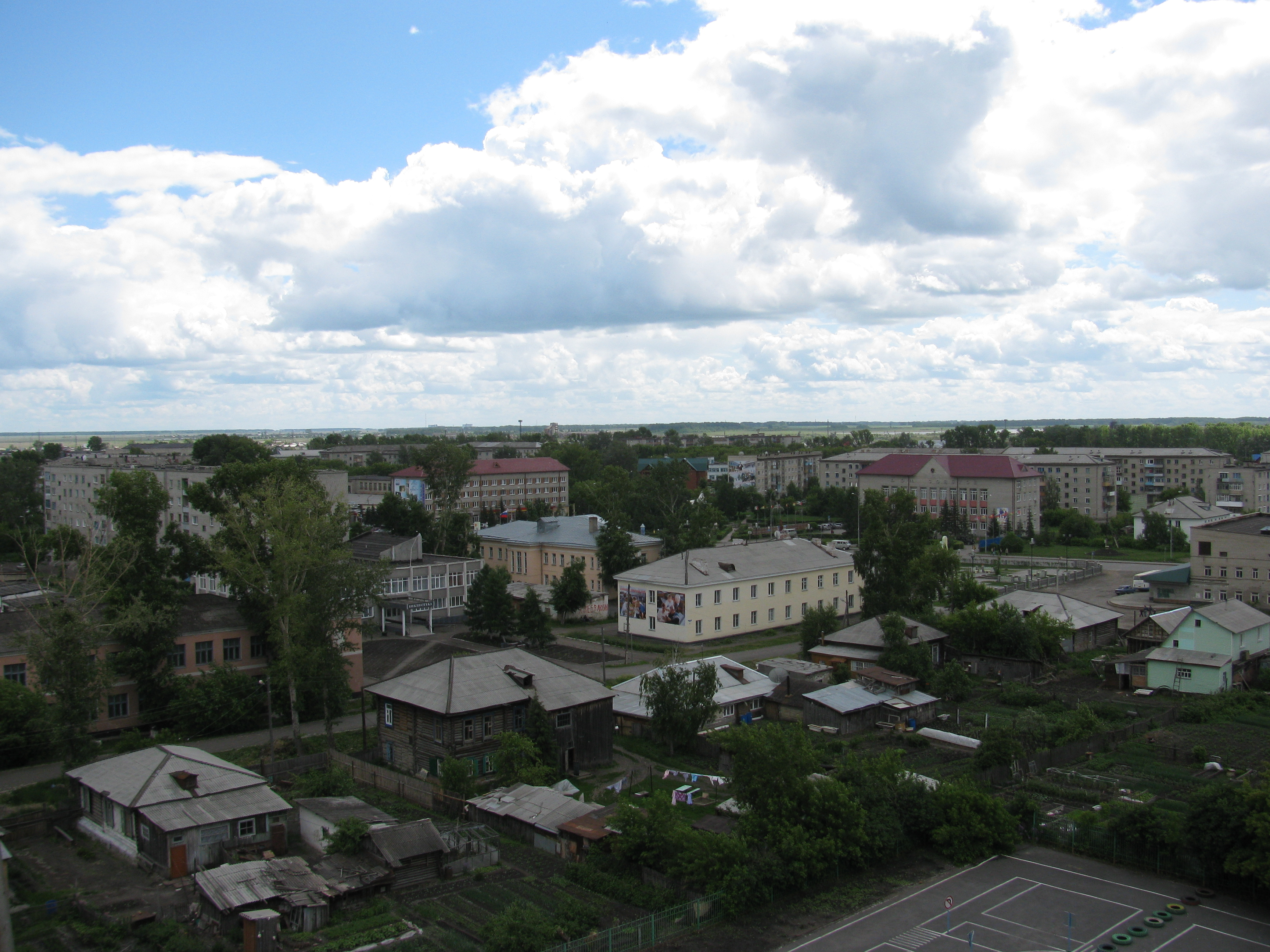
쿠이비셰프 시가지

쿠이비셰프(러시아어: Ку́йбышев)는 러시아 노보시비르스크주에 위치한 도시로 인구는 45,299명(2010년 기준)이다. 노보시비르스크(노보시비르스크주의 주도)에서 서쪽으로 315 km 정도 떨어진 곳에 위치하며 옴강과 접한다.
1782년 1월 30일 카인스크(Kainsk)라는 이름의 도시가 신설되었으며 1935년에 쿠이비셰프로 변경되었다. 도시 이름은 러시아의 혁명가인 발레리안 쿠이비셰프에서 유래된 이름이다. 이 곳이 바로 제2차 세계 대전의 히틀러 공격으로 모스크바 공방전이 벌어지자 중심지를 모스크바에서 이곳으로 일시적으로 옮긴 바가 있다.